# Refugiado

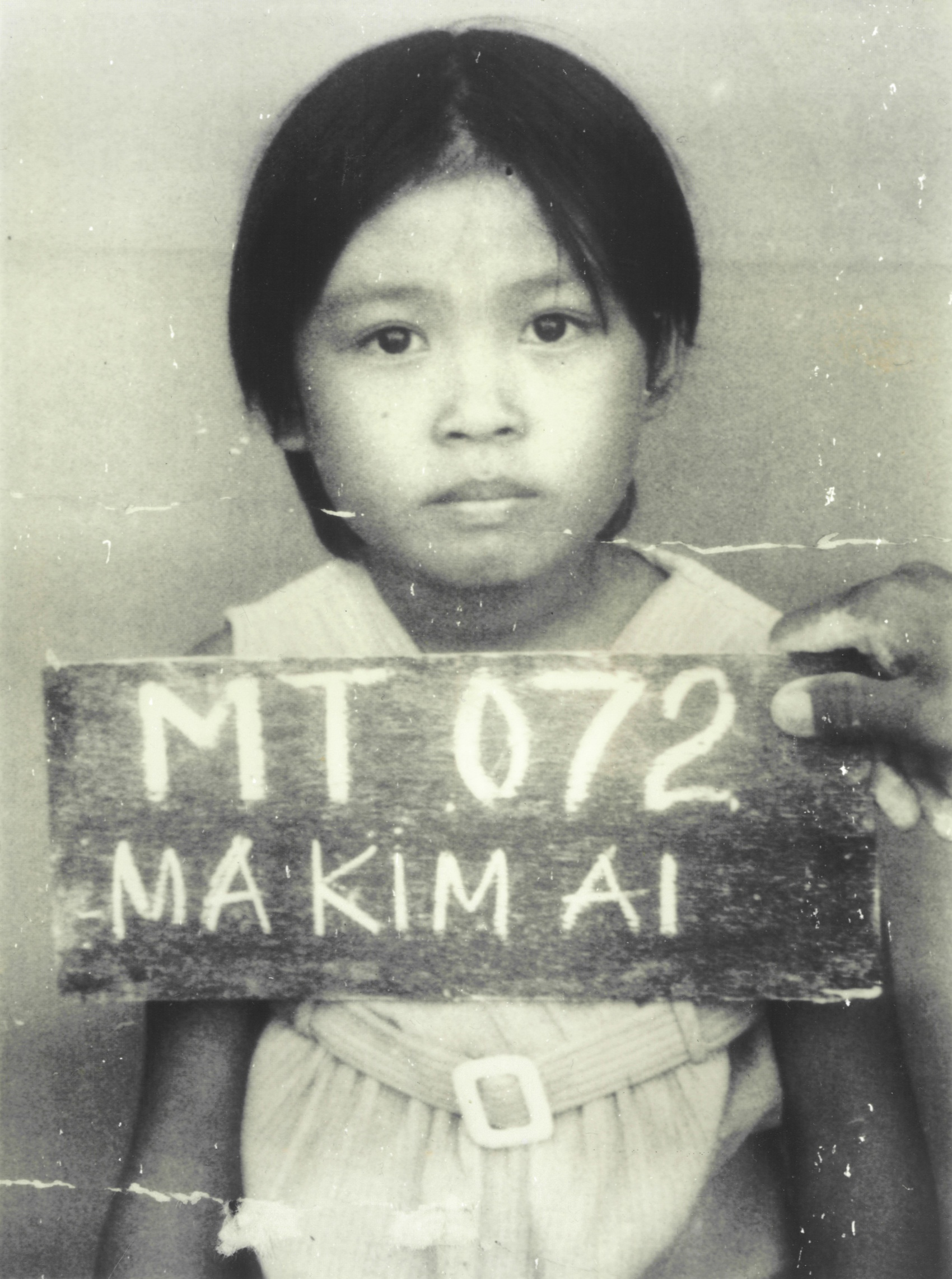
Una niña vietnamita refugiada

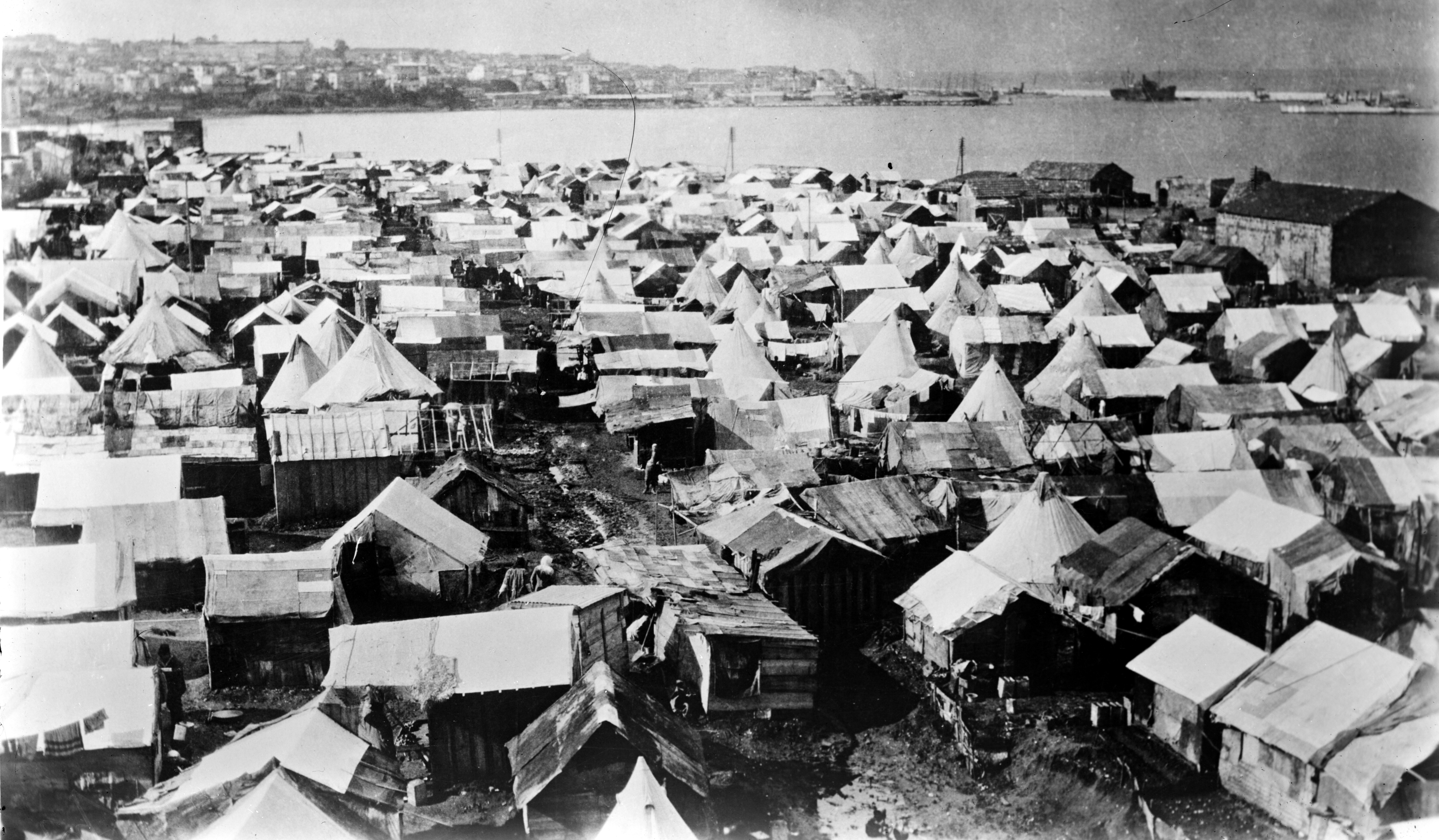
Campo de refugiados, Beirut

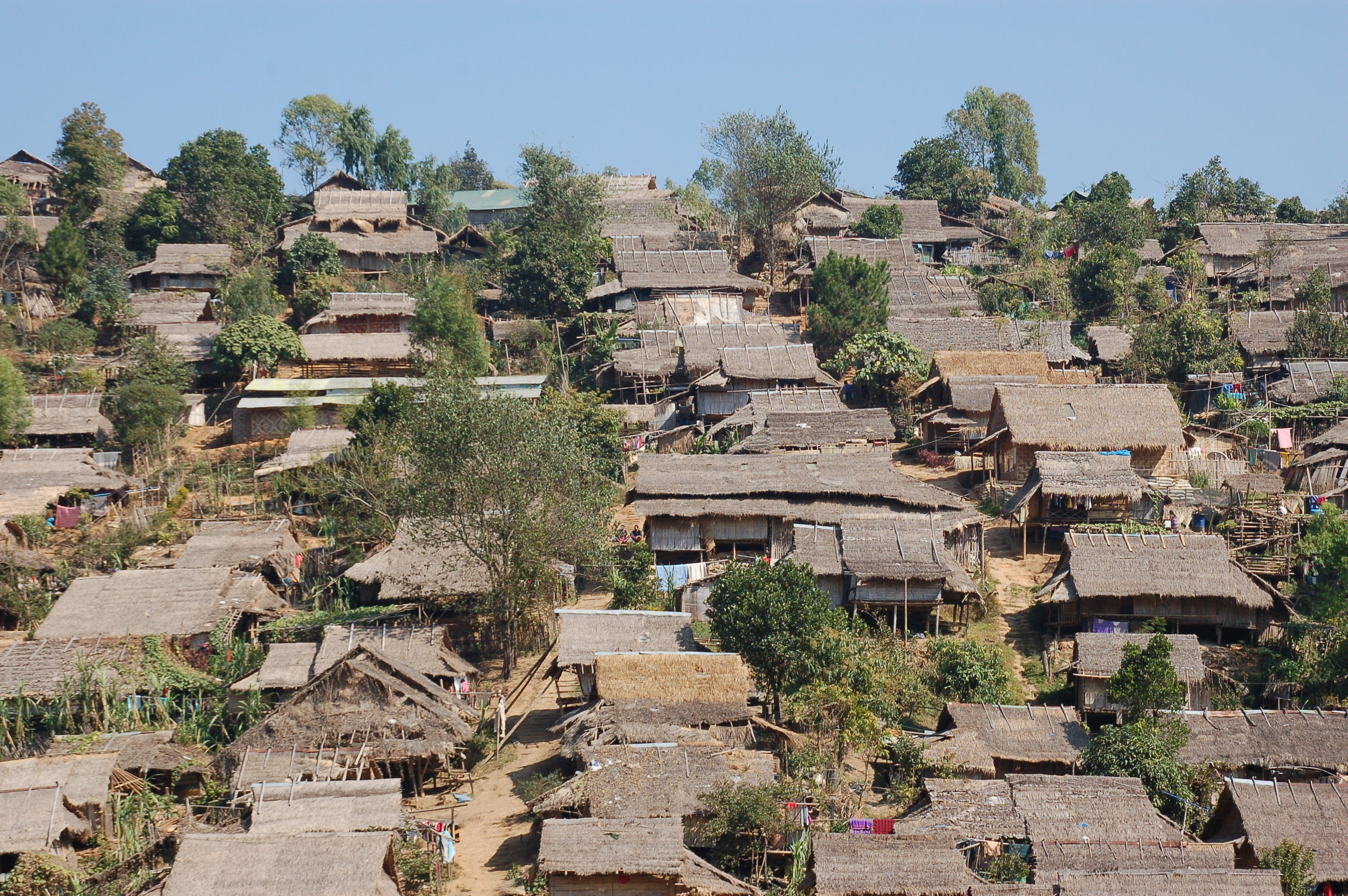
Campo de refugiados de Um Piam en Tailandia (2009)

Un refugiado es una persona que se encuentra fuera de su país o región de origen por fundados temores de persecución por razones de etnia, religión, nacionalidad, pertenencia a un grupo social u opiniones políticas; o por cuestiones de fuerza mayor como catástrofes, guerras o desastres naturales, y que no puede o no quiere reclamar la protección de su país para poder volver.
El término es definido en el artículo 1 de la Convención de las Naciones Unidas.

## Significado
El significado de refugiado se estableció gracias al Protocolo de la Convención de 1967 y las convenciones regionales de África y América Latina para incluir el hecho de que habían huido de la guerra y otras persecuciones violentas a su país. Las mujeres y niños refugiados representan una subdivisión adicional de las personas refugiadas que requieren de una atención especial.
En 1951 la Organización de las Naciones Unidas define al refugiado como la persona que:

Teniendo un temor bien fundado de ser perseguido por razones de raza, religión, nacionalidad, pertenencia a un grupo social particular, u opinión política, está fuera de su país, de su nacionalidad y está inhabilitado o, a causa de este miedo, no quiere optar por la protección de este país.

El término refugiado es a menudo usado para incluir personas desplazadas que podían quedar al margen de definición legal en la Convención, o bien porque habían dejado sus países debido a una guerra y no por el miedo a persecución, o porque habían sido forzados a emigrar en el interior de sus países. La Convención que regula los aspectos propios de los problemas de los refugiados en África, adoptada por la Organización por la Unidad Africana el 1969, utiliza una definición más amplia de la Convención, incluyendo las personas que dejaron sus países de origen no sólo debido a la persecución, sino también debido a actas de agresión exteriores, ocupación, dominación por potencias extranjeras o graves alteraciones del orden público.
Los refugiados fueron definidos como grupo legal en respuesta a la gran cantidad de personas que huían de Europa del Este después de la Segunda Guerra Mundial. La agencia internacional encargada de coordinar la protección de los refugiados es la Oficina del Alto Comisionado de las Naciones Unidas para los Refugiados (ACNUR), que contó en 8,4 millones a los refugiados de todo el mundo a principios de 2006. Esta ha sido la cifra más baja desde 1980. La principal excepción son los 4 600 000 refugiados palestinos bajo la autoridad de la Agencia de las Naciones Unidas para los Refugiados de Palestina en el Próximo Oriente (UNRWA), que son el único grupo que tiene reconocido el estatuto de refugiado también a sus descendientes, de acuerdo con la definición anterior.
El Comité de los EE. UU. para los Refugiados e Inmigrantes cifra un total de 62 millones de refugiados en todo el mundo y más de 34 millones de desplazados por la guerra, incluidos los desplazados internos, que permanecen dentro de las fronteras nacionales. La mayoría de los refugiados que abandonan su país piden asilo a los países vecinos. Las "soluciones duraderas" para las poblaciones de refugiados, definidas por el ACNUR y por los gobiernos, son las siguientes: la repatriación voluntaria en el país de origen, la integración al país de asilo y el reasentamiento en un tercer país.
Al 31 de diciembre de 2005 los países con mayor número de refugiados fueron Afganistán, Irak, Myanmar, Sudán y los territorios palestinos. El país con el mayor número de desplazados internos es Sudán, con más de cinco millones. A partir de 2006, con 800 000 refugiados y desplazados internos, Azerbaiyán era el país con población de desplazados internos más alta del mundo.

## Historia

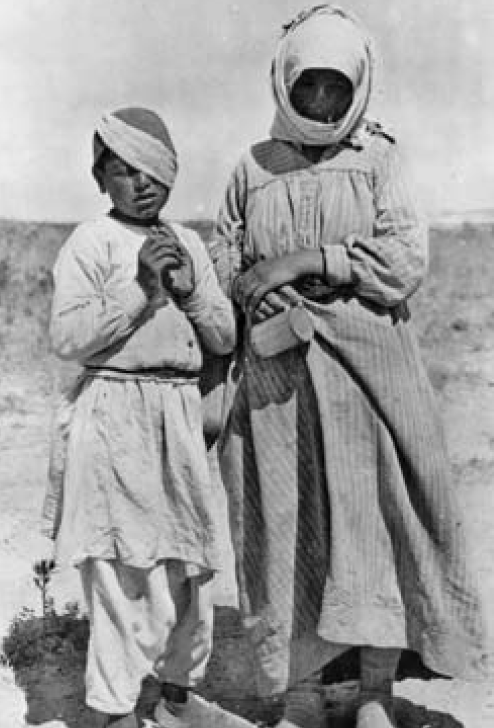
Una refugiada armenia y su hijo

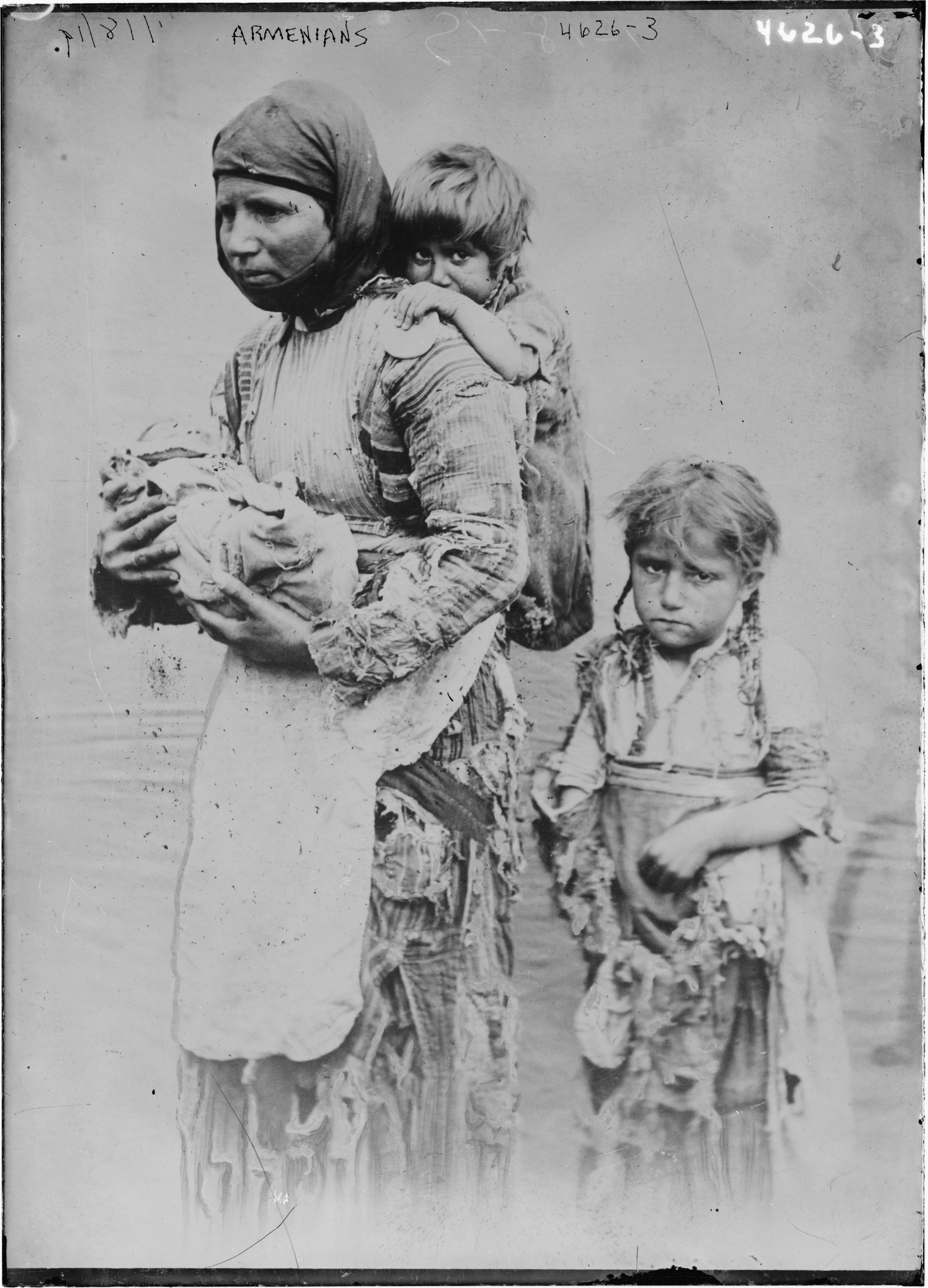
Un millón de armenios abandonaron Turquía entre 1915 y 1923 para huir del genocidio.

La idea o concepto que una persona que buscaba refugio en un lugar sagrado no podía ser capturado sin sanción divina era ya familiar entre los antiguos griegos y egipcios. Aun así, el derecho a buscar asilo en una iglesia o cualquiera otro lugar sagrado fue codificado por primera vez en la ley de Ethelbert de Kent verso en 600. Durante la Edad Media se dictaron leyes similares en todo Europa. El concepto de exiliado político, bastante relacionado, también tiene una larga historia: Ovidi fue enviado a Tomis, Voltaire se exilió en Inglaterra. La Paz de Westfalia de 1648 significó el reconocimiento de la soberanía entre las diferentes naciones firmantes. Sin embargo, no fue hasta la llegada del nacionalismo romántico del siglo XVIII cuando ganó fuerza y significado el concepto "país de nacionalidad" y se requería la presentación de identificación para cruzar la frontera.
El término refugiado a menudo es aplicado con efectos retroactivos a grupos que se encuentran en situaciones delimitadas por la convención de 1951. Por ejemplo, después del Edicto pretorio de 1685 por el que se prohibió el protestantismo en Francia, centenares de miles de Hugonotes marcharon a Inglaterra, Países Bajos, Suiza, Sudáfrica, Alemania y Prusia. Las oleadas de Pogromo que sacudieron el Imperio ruso a finales del siglo XIX y comienzos del siglo XX provocaron la emigración de dos millones de judíos entre 1881 y 1920. Simultáneamente, durante el siglo XIX una buena parte de los pueblos musulmanes (Mucho hacer) que habitaban los Balcanes, el Cáucaso, Grimita y Creta se guarecieron al actual Turquía, conformando el actual país. Durante las Guerras balcánicas de 1912-1913 unas 800 000 personas tuvieran que abandonar su hogar. Algunos de estos grupos fueron considerados oficialmente como refugiados después de la Primera Guerra Mundial.

### Sociedad de Naciones (SDN)
La primera coordinación internacional sobre los refugiados llegó con el nombramiento por parte de la Sociedad de Naciones del primer Alto Comisionado para los Refugiados, Fridtjof Nansen. Esta Comisión fue creada el 1921 para ayudar al casi un millón y medio de refugiados provocados por la Revolución Rusa y la siguiente guerra civil (1917-1921), muchos de ellos aristócratas huyendo del gobierno comunista. El 1923, el mandato de la comisión fue ampliado para incluir el más de un millón de armenios que habían huido del Asia Menor turca entre 1915 y 1923 (genocidio armenio). Unos años más tarde el mandato fue ampliado para incluir los refugiados asirios y turcos.
El intercambio de poblaciones entre Grecia y Turquía (1923) implicó alrededor de dos millones de personas, la mayoría convertidos en refugiados forzados y privados de iure de su nacionalidad de siglos, en un tratado #promover y supervisado por la comunidad internacional como parte del Tratado de Lausana.
El Congreso de los Estados Unidos aprobó el 1921 la Ley de Cuotas de Emergencia y el 1924 la Ley de Inmigración Johnson-Reed, que tenía como finalidad restringir todavía más la entrada de emigrantes de Europa meridional y oriental, especialmente judíos, italianos y eslavos, que habían empezado a entrar en gran número a partir de la década de 1890. La mayoría de refugiados europeos (principalmente judíos y eslavos) que huían de Stalin, de los nazis y de la Segunda Guerra Mundial los fue prohibida la entrada en los Estados Unidos.
El 1930 se estableció la Oficina Internacional Nansen por los Refugiados como sucesora del Alto Comisionado para Refugiados, y que entre sus principales hitos fue el establecimiento del pasaporte Nansen para los refugiados, cosa que le hizo merecer el premio Nobel de la Paz de 1938. La Oficina Nansen se enfrentó a problemas como la carencia de financiación, el aumento del número de refugiados, y la falta de cooperación por parte de algunos Estados miembros, cosa que le restó éxito. Sin embargo, consiguió que catorce naciones ratificaran la Convención de Refugiados de 1933, una solución rápida y relativamente modesta, antecedente de carta de los derechos humanos, y logró asistencia para el cercando de un millón de refugiados en todo el mundo.

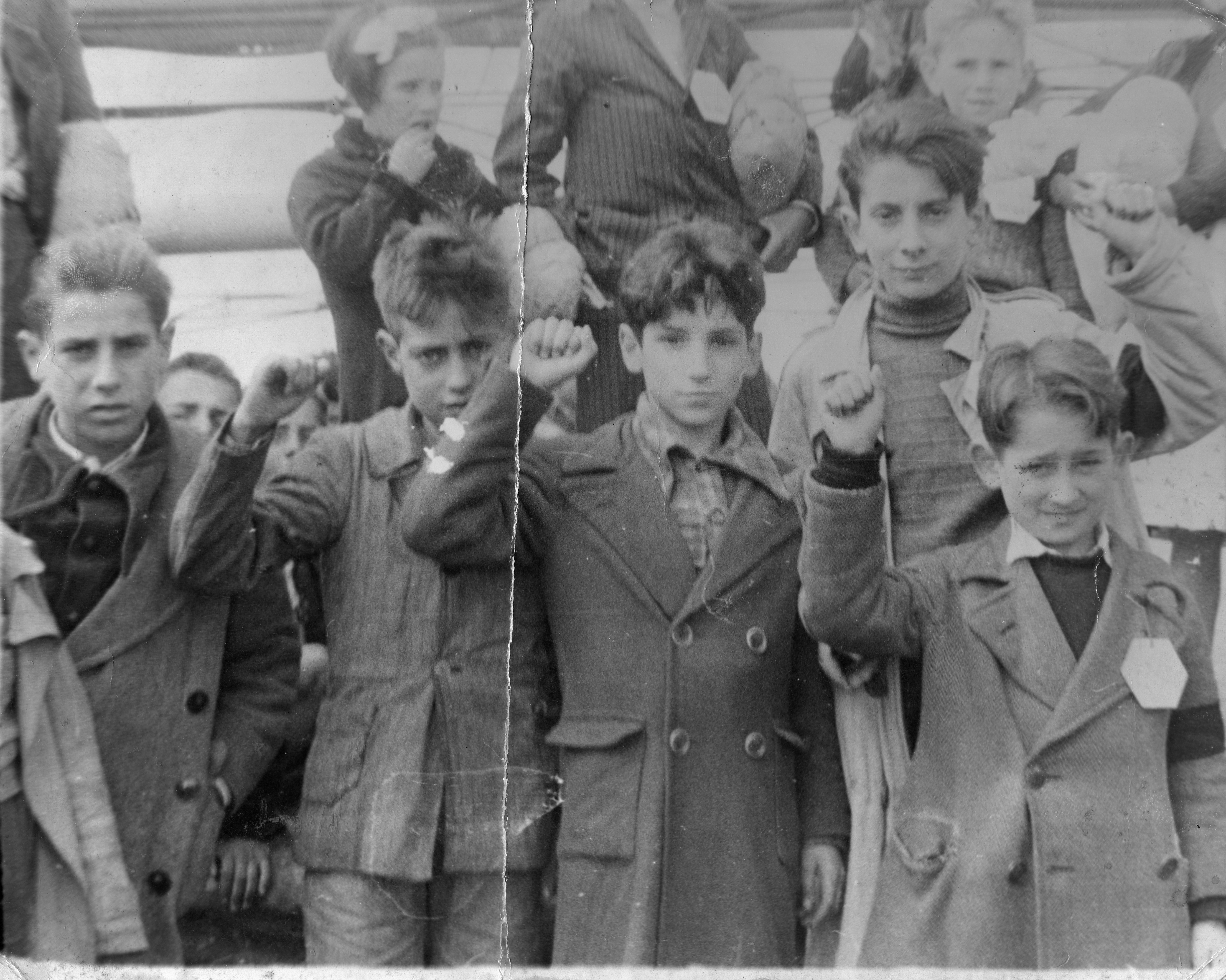
Niños preparados para ser evacuados de España durante la guerra civil española de 1936 a 1939

La llegada al poder del nazismo provocó un fuerte incremento en el número de refugiados de Alemania, de tal manera que el 1933 la Sociedad creó el alta Comisión para Refugiados de Alemania. El 4 de julio de 1936 se firmó un acuerdo bajo los auspicios de la SDN que definía refugiado proveniente de Alemania como «cualquier persona que estaba establecida en este país, que no poseyera ninguna otra nacionalidad que la alemana y respecto de las cuales se establece que de hecho o de derecho no disfruta de la protección del Gobierno del Reich» (artículo 1). El mandato de esta Alta Comisión fue expandido para incluir a los refugiados de Austria y de Sudetenland. Desde el 1 de octubre de 1938 unos 150 000 checos fueron desplazados cuando el ejército alemán invadió Checoslovaquia según el establecido en el acuerdo de Múnich.
El 31 de septiembre de 1938 tanto la Oficina Nansen como la Alta Comisión fueron disueltas y sustituidos por la Oficina del Alto Comisionado para los Refugiados bajo la protección de la SDN. Esto coincidió con la llegada a Francia de numerosos refugiados republicanos después de ser derrotados por los franquistas en la Guerra Civil Española.

### Segunda Guerra Mundial y la UNRRA
El conflicto y la inestabilidad política durante la Segunda Guerra Mundial provocaron grandes cantidades de emigrados forzados (veamos  la evacuación y expulsión durante la Segunda Guerra Mundial). Al acabar la guerra había en  Europa más de 400 millones de refugiados. 
El 1943 los Aliados de la Segunda Guerra Mundial crearon la Administración de Socorro y Rehabilitación de las Naciones Unidas (UNRRA) para proporcionar ayuda a las zonas liberadas de las potencias del Eje, incluyendo partes de Europa y China. Esto incluía el regreso de más de siete millones de refugiados, comúnmente conocidos como personas desplazadas, a su país de origen y el establecimiento de campamentos de personas desplazadas para un millón de refugiados que se negaban a ser repatriados.
En los últimos meses de la Segunda Guerra Mundial unos cinco millones de civiles alemanes de las regiones alemanas de Prusia Oriental, Pomerania y Silesia huyeron de la ofensiva del Ejército Rojo y se convirtieron en refugiados en Mecklemburgo, Brandeburgo y Sajonia. Después de la capitulación de la Wehrmacht el mayo de 1945 los aliados ocuparon Alemania en las fronteras reconocidas el 31 de diciembre de 1937, según lo acordado en la Declaración de Berlín de 5 de junio de 1945. Desde la primavera de 1945 los polacos habían forzado enérgicamente la expulsión de los alemanes de estas provincias en un programa de limpieza étnica. Cuando los aliados se reunieron a Potsdam el 17 de julio de 1945 en la Conferencia de Potsdam se tuvieron que enfrentar a una situación caótica con los refugiados. El 2 de agosto de 1945, se estableció el protocolo de Potsdam. El artículo IX ponía una cuarta parte del territorio de Alemania bajo la administración provisional de Polonia y el artículo XIII ordenó que los alemanes étnicos de Polonia, Checoslovaquia y Hungría fueran transferidos a Alemania Occidental de una manera "ordenada y humana".
Aunque no había sido aprobado por los aliados en Potsdam, centenares de miles de alemanes étnicos de Yugoslavia y Rumanía fueron deportados a trabajos forzados a la Unión Soviética, en las zonas de ocupación aliada de Alemania y posteriormente a la República Democrática Alemania, Austria y la República Federal de Alemania, en la que es considerada como la mayor transferencia de población de la historia. En total se vieron afectados 15 millones de alemanes, y más de dos millones de personas murieron durante la expulsión de la población alemana. (véase expulsión de los alemanes de Europa del Este.) Entre el final de la Segunda Guerra Mundial y la construcción del muro de Berlín el 1961 más de 563.700 refugiados de Alemania Oriental marcharon a Alemania Occidental huyendo de la ocupación soviética.

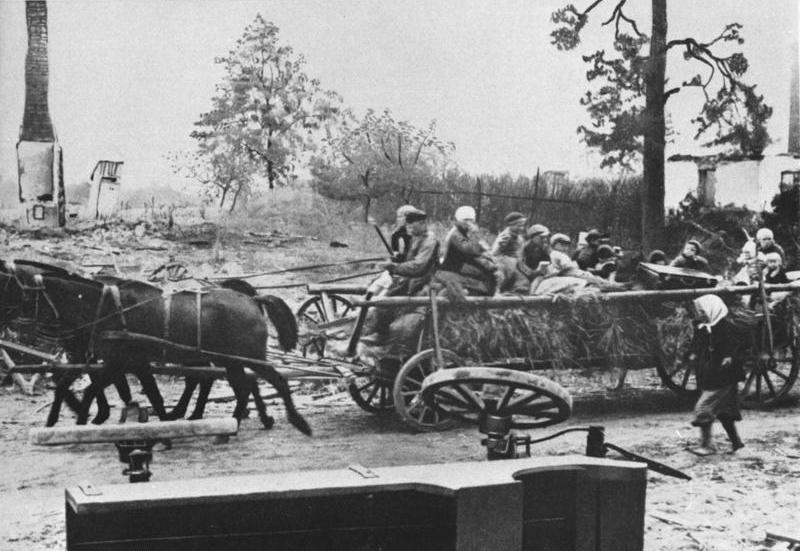
Refugiados alemanes de Prusia Oriental, 1945

Durante el mismo periodo millones de antiguos ciudadanos rusos fueron repatriados contra su voluntad a la URSS. El 11 de febrero de 1945, como conclusión de la Conferencia de Yalta, los Estados Unidos y Reino Unido firmaron un acuerdo de repatriación con la URSS. La interpretación de este Acuerdo dio lugar a la repatriación forzosa de todos los soviéticos, independientemente de sus deseos. Cuando la guerra acabó el mayo de 1945, las autoridades civiles británicas y estadounidenses ordenaron a sus fuerzas militares en Europa deportar a la Unión Soviética millones de los antiguos residentes incluyendo muchas personas que habían salido de Rusia hacía décadas y que tenían otras nacionalidades. Las operaciones de repatriación forzosa se llevó a cabo desde 1945 hasta 1947.
Al final de la Segunda Guerra Mundial había más de cinco millones de «desplazados» de la Unión Soviética en Europa Occidental. Alrededor de tres millones habían sido sometidos a trabajos forzados (Ostarbeiters) en el Tercer Reich y los territorios ocupados. Los prisioneros de guerra soviéticos y los hombres de Vlàsov fueron puestos bajo la jurisdicción de la SMERSH (Muerte a los espías). De los 5,7 millones de prisioneros de guerra soviéticos capturados por los alemanes, al final de la guerra 3,5 millones habían muerto durante su cautiverio alemán. Los supervivientes a su regreso a la URSS fueron tratados como traidores (véase la Orden núm. 270). Más de 1,5 millones de soldados del Ejército Rojo encarcelados por Alemania y que habían sobrevivido fueron enviados al Gulag.
Polonia y la Ucrania Soviética llevaron a cabo intercambios de población: los polacos que vivían al este de la nueva frontera entre Polonia y la Unión Soviética fueron deportados a Polonia (alrededor de 2.100.000 personas) (véase la repatriación de los polacos 1944-1946) y ucranianos que residían al oeste de la nueva frontera fueron deportados a la Ucrania soviética. El traslado de población de la Ucrania soviética se produjo a partir de septiembre de 1944 hasta mayo de 1946 (alrededor de 450.000 personas) (véase la repatriación de los ucranianos de Polonia a la Unión Soviética). Algunos ucranianos (alrededor de 200.000 personas) abandonaron el sudeste de Polonia, más o menos voluntariamente (entre 1944 y 1945).
La UNRRA fue clausurada el 1947, momento en el cual se hizo cargo la recientemente creada Organización Internacional para los Refugiados. Mientras que la entrega estaba prevista originalmente llevarla a cabo a principios de 1947, no se produjo hasta julio de 1947. La Organización Internacional por los Refugiados era una organización temporal de las Naciones Unidas (ONU), con el mandato de acabar la tarea de la UNRRA de repatriación o reasentamiento de los refugiados europeos. Fue disuelta el 1952 después de reasentamiento de cerca de un millón de refugiados. La definición de refugiado entonces era la de una persona con pasaporte Nansen o un "Certificado de Elegibilidad", emitido por la Organización Internacional para los Refugiados.

### Establecimiento del ACNUR

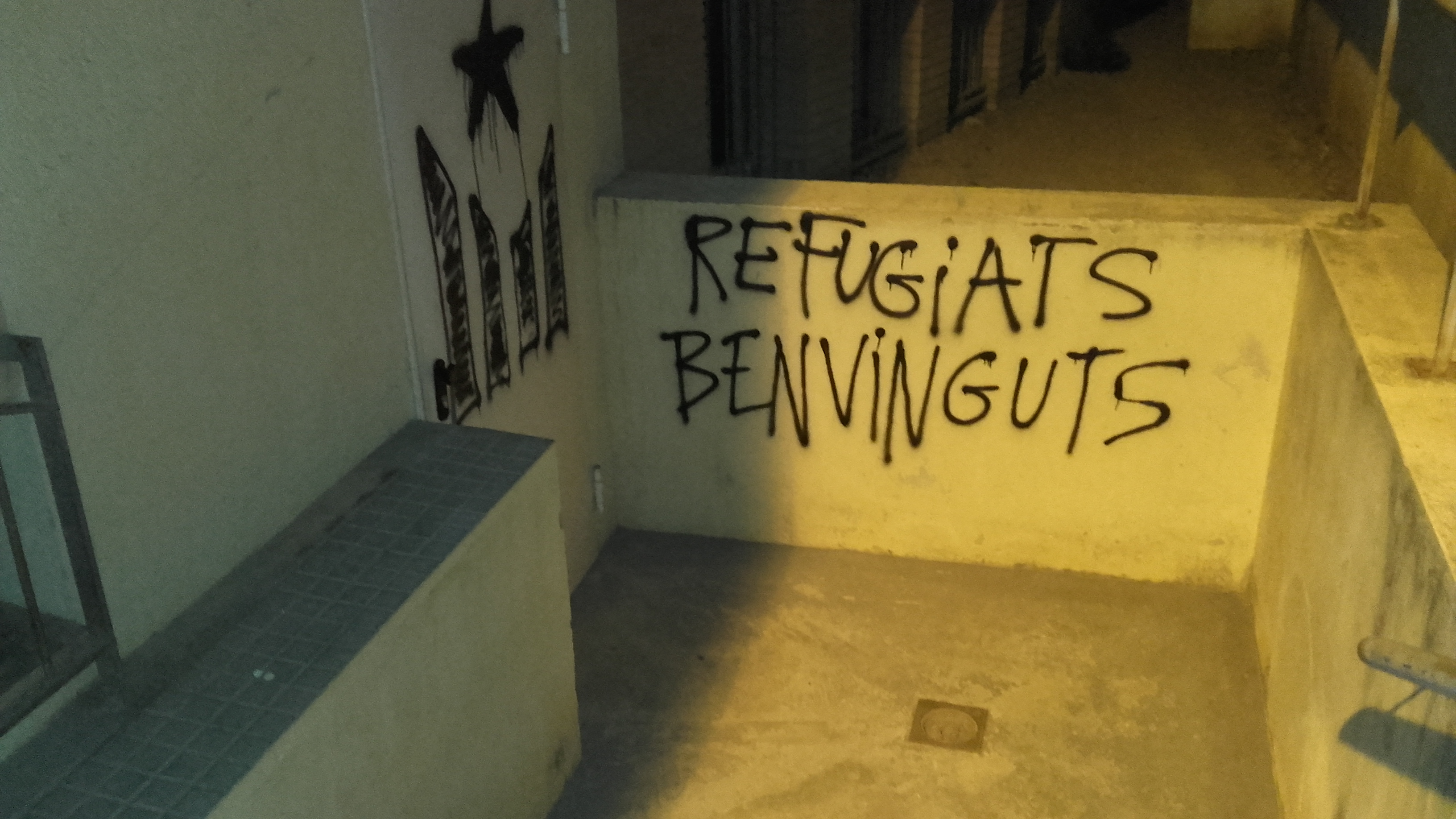
Pintada de bienvenida a los refugiados. Sant Cugat del Vallès.

El Alto Comisionado de las Naciones Unidas para los Refugiados (ACNUR o UNHCR) fue establecido el 14 de diciembre de 1950 y tiene su sede a Ginebra, con la misión de proteger y apoyar a los refugiados, a petición de un gobierno o de las Naciones Unidas y ayudar a su regreso o reasentamiento. Todos los refugiados del mundo están bajo el mandato del ACNUR, excepto los árabes palestinos que huyeron del nuevo Estado judío entre 1947 y 1948 (véase más adelante). Sin embargo, los palestinos que huyeron de los territorios palestinos después de 1948 (por ejemplo, durante la guerra de los Seis Días de 1967) están bajo la jurisdicción del ACNUR.
El ACNUR proporciona protección y asistencia no solo a los refugiados, sino también a otras categorías de personas desplazadas o necesitadas. Estos incluyen los solicitantes de asilo, los refugiados que han vuelto a casa pero que todavía necesitan ayuda en la reconstrucción de sus vidas, las comunidades civiles locales directamente afectadas por los movimientos de los refugiados, los apátridas y los llamados desplazados internos (IDP). Los desplazados internos son los civiles que se han visto obligados a huir de su casa, pero que no han llegado a un país vecino y, por lo tanto, a diferencia de los refugiados, no están protegidos por el derecho internacional y les puede resultar difícil recibir cualquier forma de asistencia. A medida que la naturaleza de la guerra ha cambiado en las últimas décadas, con más y más conflictos internos en vez de guerras entre Estados, el número de desplazados ha aumentado de manera significativa a una estimación de 5 millones de personas en todo el mundo.
El ACNUR ha recibido el premio Nobel de la Paz de 1954 y 1981. La agencia tiene el mandato de dirigir y coordinar la acción internacional, la cooperación para proteger los refugiados y resolver los problemas de los refugiados en todo el mundo. Su objetivo principal es salvaguardar los derechos y el bienestar de los refugiados. Se esfuerza para garantizar que todo el mundo pueda ejercer el derecho de pedir asilo y encontrar refugio seguro en otro Estado con la opción de volver a casa de manera voluntaria, integración local o reasentamiento en un tercer país.
Muchas celebridades están asociados con la agencia como Embajadores de Buena Voluntad del ACNUR, incluyendo Angelina Jolie, Giorgio Armani entre otros. El individuo que ha recaudado más dinero en actuaciones benéficas y trabajo voluntario en nombre del ACNUR ha sido Luciano Pavarotti.
El mandato del ACNUR se ha ido ampliando para incluir la protección y la prestación de asistencia humanitaria a los descritos como otras personas "de interés", incluyendo los desplazados internos (IDP) que se ajustan a la definición legal de refugiado bajo la Convención de Refugiados de 1951 y al Protocolo de 1967, la Convención de la Organización por la Unidad Africana de 1969, o algún otro tratado si salieron de su país, pero que actualmente permanecen en su país de origen. ACNUR tiene también misiones en Colombia, República Democrática del Congo, Serbia y Montenegro y Costa de Marfil para ayudar y prestar servicios a los desplazados internos.

## Ejemplos de conflictos armados actuales con refugiados

### Europa
Guerra del este de Ucrania: también denominada guerra del Donbás, hace referencia a una serie de enfrentamientos armados en las regiones del este a partir del 7 de septiembre del 2008. Se calculan 260.000 desplazados internos y 814.000 ucranianos refugiados en Rusia.

### Asia
Conflicto de Gaza entre Palestina e Israel: Conflicto que surge en enero de 2009, el gobierno israelí de Ehud Ólmert desencadenó la denominada «Operación plomo fundido» contra Hamás. El número de desplazados internos en la franja ha desbordado las previsiones de la ONU, que calcula alrededor de 460.000 personas.
Guerra Civil Siria: La guerra civil siria es un conflicto armado procedente de un amplio movimiento contestatario contra el régimen baasista que empezó por manifestaciones antir-régimen y pro-régimen pacíficas el 15 de marzo del 2011. El 9 de octubre de 2012, el Alto Comisionado de los Naciones Unidas para los refugiados (ACNUR) informó que el número de refugiados sirios se situó entre 355.000 y 500 000 personas. El marzo de 2013, el ACNUR declaró que el número de refugiados sirios había superado ya el millón de personas. 
Actualmente existe un conflicto de refugiados en relación con Europa. En el conjunto de España, Cataluña es la comunidad autónoma más activa que ha dado respuesta a la crisis de personas refugiadas y migrantes. Su población se ha organizado en varios ejes para denunciar el incumplimiento de la prometida que hizo el Gobierno de España de acoger 17 680 personas refugiadas; tan solo se ha acogido un 4%. El 18 de febrero del 2017, en el marco de la campaña Casa Nuestra, Casa Vuestra, tuvo lugar en Barcelona la Manifestación “Queremos Acoger”, la manifestación más multitudinaria de Europa a favor de la acogida de personas migrantes y desplazadas.
Irak: Invasión de Irak de 2003, una coalición multinacional principalmente norteamericana y británica, ocupó Irak. El conflicto subsecuentemente ha tenido gran trascendencia: el aumento de la violencia civil, política desglose, la eliminación y ejecución del expresidente Saddam Hussein, y los problemas en el desarrollo del equilibrio político, económico y el uso de las reservas de petróleo del país. Esta situación de conflicto que se ha desencadenado en los últimos años situó a Irak como el segundo país más inestable del mundo el 2007; después del Sudán. El alto comisario de Naciones Unidas para los Refugiados, Antonio Guterres, informó que 600.000 iraquíes han sido desplazados debido a la ofensiva de los militantes suníes. Se suman a otro medio millón de desplazados este año, cuando el grupo yihadista tomó el control de varias ciudades en el oeste del país.
Pakistán: Aparte de la disputa que mantiene por el estado de Cachemira, que actualmente pertenece a India pero que los pakistaníes reclaman como propio, Pakistán sufre desde hace cerca de una década un conflicto en el noroeste del país, que enfrenta al ejército gubernamental con grupos armados religiosos, movimientos locales y elementos de la delincuencia organizada, apoyados por grupos terroristas y contingentes de muyahidines.  El conflicto en el noroeste de Pakistán ha causado más de dos millones de desplazados internos, la mayoría de los cuales sufrían ya situaciones de extrema pobreza. Al menos 500.000 personas han tenido que abandonar sus hogares en la región de Waziristán norteña, desde que el ejército inició una ofensiva actual contra de grupos rebeldes.

### África
República Democrática del Congo: La permanencia en las provincias fronterizas congoleñas de las milicias hutus de Ruanda, fugadas de su país después de perpetrar el genocidio de los tutsis en 1994, ha constituido el principal factor de desestabilización en la historia más reciente de la República Democrática del Congo (RDC). Aunque el Gobierno firmó en enero de 2008 un acuerdo de cese de las hostilidades, los enfrentamientos entre el Ejército y las milicias de Nkunda se retomaron en octubre de 2008. Nkunda, acusado de crímenes de guerra y contra la humanidad, fue finalmente arrestado en Ruanda en enero de 2009.  Más de 2,7 millones de personas se han visto obligadas a huir de sus hogares, muchas de ellas de varios lugares en pocos meses, y más de 398.000 viven en 31 campos de desplazados y dependen exclusivamente de la ayuda humanitaria.
Guerra Civil en Somalia: Somalia vive sin un Gobierno estable central desde que en 1991 fue derrocado el dictador Mohamed Siad Barre (el Ejecutivo actual tiene carácter transitorio), y en medio de luchas entre los clanes, liderados por los "señores de la guerra" que se han disputado el control de las regiones desde entonces. Aunque a comienzos de los noventa el país fue escenario de una guerra civil, con el tiempo los diferentes dominios se consolidaron, si bien los enfrentamientos entre clanes por disputas territoriales continuaron.  Desde 1991 el conflicto somalí ha causado más de 400.000 muertos (3.150 en 2013). En 2012, la Agencia para los Refugiados de la ONU informó que más de un millón de somalíes habían huido ya hacia los países vecinos. Además más de 1,3 millones de somalíes se encontraban desplazados internamente en el país.
Sudán del Sur: En julio de 2011, al poco de proclamarse la independencia de Sudán del Sur, el líder del Movimiento Popular de Liberación de Sudán, ala política del Ejército Popular de Liberación de Sudán, Salva Kiir, juró como primer presidente de la nueva república. El primer año de independencia estuvo protagonizado de nuevo por los conflictos fronterizos con el gobierno de Sudán, y también por las luchas tribales en el interior del país. Además, en enero de 2012, el conflicto petrolífero entre los dos países provocó que Sudán del Sur parara la producción de petróleo al no conseguir un acuerdo sobre la tarifa de tránsito del crudo a través de su vecino norteño, de momento la única vía de exportación con la cual cuenta. Se calcula que en 2011 alrededor de 1.000 personas murieron en los enfrentamientos entre las comunidades Murle y Lou Nuer. En cuanto al conflicto fronterizo con Jartum, el número de desplazados asciende ya a 150.000, según cifras de ACNUR de junio de 2012. Los campos de refugiados, que carecen de recursos para alimentar y trasladar a los desplazados lejos de las zonas fronterizas de conflicto, están saturados.

### América
Colombia: En el caso de Colombia este país ha visto un incremento de personas desplazadas, debido a la prolongación de su conflicto interno. Los historiadores como señalan que es una guerra que se ha mantenido por más de 50 años, los grupos armados irregulares, el ejército nacional y el mismo gobierno, parecen defender su posición en miras a proteger negocios relacionados con el tráfico de drogas y armas afectando a las poblaciones más vulnerables.

## Número de refugiados
A finales de 2007 el número de refugiados en el mundo era de 14 047 300, el número más elevado desde 2001. Así, entre el 2005 y el 2006 la segunda guerra de Irak había provocado el aumento de la población mundial de refugiados. El 2007 unos 500.000 vivían en Siria, mientras que otros se establecieron en el Líbano, Yemen, Turquía y Europa. Más de 8,5 millones de refugiados viven desplazados después de 10 años, privados de sus derechos de trabajar y circular libremente. El 2004 los refugiados afganos formaban el segundo grupo nacional de refugiados más importante, después de los palestinos.
Una revisión de 23 estudios que examinan los resultados de los refugiados que han sido parte de un programa de reasentamiento, encontró que ninguno de los estudios cumplía con los criterios de inclusión para la revisión. Por ende, no se sabe con certeza como ayudar a que los refugiados mejoren su integración económica. Esto no implica que estos programas no tengan efectos, solo que no se sabe cuáles son. Resulta sorprendente esta falta de conocimiento, dada la importancia política de tales programas, los niveles de inversión y el número de personas afectadas. Esta brecha de conocimiento debe ser superada con investigaciones más rigurosas.
El ACNUR estima que a finales de 2006 había un total de 21 018 589 personas bajo su jurisdicción en todo el mundo. Esta cifra comprende unos 2 381 886 apatrias. Su reparto en todo el mundo es:
| Área geográfica                    | Número de refugiados |
| ---------------------------------- | -------------------- |
| Oriente Medio                      | 2.580.638            |
| Sudeste asiático                   | 2.974.316            |
| Asia central                       | 218.584              |
| Asia meridional                    | 1.304.189            |
| Asia del Este y Pacífico           | 901.525              |
| Total Asia                         | 7.979.251            |
| Europa oriental                    | 1.617.214            |
| Europa del Sudeste                 | 708.132              |
| Europa central y Estados bálticos  | 616.132              |
| Europa occidental                  | 1.798.914            |
| Total Europa                       | 4.740.392            |
| África central y Grandes Lagos     | 1.359.175            |
| África oriental y Cuerno de África | 2.105.314            |
| África occidental                  | 1.031.030            |
| África Austral                     | 434.427              |
| África del Norte                   | 139.177              |
| Total África                       | 5.069.123            |
| Norteamérica y Antillas            | 717.545              |
| América del Sur                    | 2.512.277            |
| Total América                      | 3.229.822            |

El número ha ido aumentando a lo largo de los años. Así el 2015 el número de refugiados era de más de 16 millones, la mitad de los desplazados internos.

## Naturalización de refugiados

### Tanzania
El 17 de octubre de 2014 el gobierno de Tanzania dio la ciudadanía a 162.156 refugiados políticos de Burundi en el que ha acontecido el caso de naturalización más importante de la historia. Además el gobierno inició el proceso de naturalización de 40.000 personas más. Estos refugiados han vivido sobre todo en el oeste del país, en las regiones de Tabora y de Katavi desde 1972 y han trabajado sobre todo en la recolección de tabaco y café. La ciudadanía los da derecho a vivir donde quieran en el país. Antes Tanzania ya había naturalizado a 32.000 refugiados de Ruanda y 3.000 bantús de Somalia (Wazigües). Además en el país hay unos 60.000 refugiados de la República Democrática del Congo.

## Legislación sobre Refugiados

### Argentina
En Argentina la Ley 26.165 considera que son refugiados las personas que:
- Están fuera de su país porque temen ser perseguidas por su raza, religión, nacionalidad, pertenencia a un grupo social u opiniones políticas y no pueden o no quieren ser protegidos por ese país.

- Las personas que no tienen nacionalidad y están fuera del país donde residían y no quieren o no pueden regresar a él.

- Las personas que huyeron de su país porque su vida, seguridad o libertad están amenazadas por la violencia generalizada, la agresión de otro país, los conflictos internos, la violación masiva de los derechos humanos u otras circunstancias que alteran el orden público en su país.

Las personas que piden ser consideradas refugiados no pueden ser devueltas a su país, ni rechazadas en la frontera de nuestro territorio, ni sancionadas por ingreso ilegal al país, y las protecciones generales se aplican desde el mismo momento que la persona pide que la reconozcan como refugiado.
El trámite para ser considerado refugiado en Argentina comienza con una solicitud, que puede hacer el interesado o su representante, verbalmente o por escrito. También puede iniciar el trámite la autoridad que haya recibido el pedido de refugio, sea una autoridad regional, municipal, de policía, fronteras, migraciones o cualquier funcionario habilitado. Mientras dura el trámite la persona tiene ciertos derechos: asistencia gratuita de un intérprete o traductor si no comprende o no habla el idioma nacional, el tiempo y medios necesarios para defender sus intereses y asistencia de un defensor. El trámite no tiene ningún costo para la persona que pide ser refugiada. Mientras dura el trámite para reconocerle la condición de refugiado, se le da un documento provisorio a él y a su familia, con este documento provisorio pueden permanecer legalmente en el país, trabajar, acceder a los servicios sociales básicos, salud y educación. Cuando el trámite termina y se le da la condición de refugiado, la persona puede tener un documento de identidad como cualquier otro extranjero que reside en nuestro país. La condición de refugiado beneficia también al cónyuge de la persona, o a la persona con la cual convive, ascendientes, descendientes y hermanos que dependen económicamente de la persona refugiada.
Existen supuestos en los que se puede negar la condición de refugiado: cuando haya motivos para considerar que la persona cometió un delito contra la paz, un delito de guerra o un delito contra la humanidad o cuando haya motivos para considerar que la persona cometió un grave delito común o actos contrarios a las finalidades y principios de Naciones Unidas.
Una persona deja de ser refugiada cuando: 
- Vuelve a estar protegida por su país o vuelve voluntariamente a su país.

- Recobra su nacionalidad voluntariamente o adquiere una nueva.

- Ya no puede negarse a recibir la protección de su país debido a que se hayan terminado las causas por las cuales fue aceptado como refugiado.

## Protestas
En el conjunto de España, Cataluña es la comunidad autónoma más activa que ha dado respuesta a la crisis de personas refugiadas y migrantes. Su población se ha organizado en varios ejes para denunciar el incumplimiento de la prometida que hizo el Gobierno de España de acoger 17.680 personas refugiadas; tan solo se ha acogido un 4%.
El 18 de febrero del 2017, en el marco de la campaña Casa Nuestra, Casa Vuestra, tuvo lugar en Barcelona la Manifestación “Queremos Acoger”, la manifestación más multitudinaria de Europa a favor de la acogida de personas migrantes y desplazadas.